# Dascia sagittifera
Dascia sagittifera is een vlinder uit de familie van de stippelmotten (Yponomeutidae). De wetenschappelijke naam van de soort werd in 1893 gepubliceerd door Edward Meyrick.